# Rahshon Turner
Pour les articles homonymes, voir Turner.
Rahshon Turner, est un joueur américain de basket-ball, né le 10 mars 1975 à Passaic, États-Unis. Il mesure 2,01 m (6′ 7″) et joue au poste d'ailier fort.

## Biographie

### Clubs successifs
- 1994 - 1998 :  Fairleigh Dickinson University (NCAA I)
- 1998 - 1999 :  Groningen (1er division)
- 2000 :  New Jersey Shorecats (USBL)
- 2000 - 2001 :  UB La Palma (LEB 2)
- 2001 - 2003 :  JA Vichy (Pro B), (Pro A)
- 2003 - 2005 :  Le Mans Sarthe Basket (Pro A)
- 2005 - 2007 :  BCM Gravelines (Pro A)
- 2008 - 2009 :  Elitzur Ashkelon
- 2009 - 2010 :  Hestia Menorca
- 2010 - 2011 :  Elitzur Ashkelon
- 2011 - 2012 :  Deportivo Libertad Sunchales
- 2011 - 2012 :  Hapoel Yokneam/Megido
- 2012 - 2013 :  Jezioro Tarnobrzeg

## Palmarès

### Club
- Coupe de France : 2004
- Champion de France Pro B :  2002
- MVP étranger de Pro B :  2002

### Distinctions personnelles
- Participation au All Star Game en 2004 et 2005
- Participation au All Star Game LEB en 2001